# Toshihiko Tahara
Toshihiko Tahara (田原俊彦, Tahara Toshihiko), sovint anomenat com a Toshi o Toshi-chan, és un cantant i actor japonés afiliat a l'agència musical Johnny & Associates. La seua etàpa de major èxit professional va ser a la dècada dels 1980 i formà, amb Masahiko Kondō i Yoshio Nomura el grup Tanokin Trio, amb el qual gravà algunes pel·lícules, així com espectacles i diversos productes. Ha intervingut en diversos certàmens musicals de prestigi com el Japan Record Awards, el NHK Kōhaku Uta Gassen o el Gran Premi de la Música Japonesa, el qual guanyà el 1983.

## Biografia
Toshihiko Tahara va nàixer a la ciutat de Yokosuka, a la prefectura de Kanagawa, tot i que es va criar i va passar la seua infantesa a Kōfu, capital de la prefectura de Yamanashi. Va començar a actuar el 1978, però no va debutar oficialment fins al juny de 1980, amb 19 anys. El seu primer senzill, "Aishuu Date (New York City Nights)", va ser un èxit i es tractava d'una versió adaptada de la cançó de Leif Garrett del mateix nom.

## Discografia

### Senzills
| Nº | Llançament     | Llançament | Llançament                                                  |
| Nº | Data           | Any        | Senzill                                                     |
| -- | -------------- | ---------- | ----------------------------------------------------------- |
| 1  | 21 de juny     | 1980       | "Aishuu Date" (哀愁でいと)                                  |
| 2  | 21 de setembre | 1980       | "Hattoshite! Good" (ハッとして!Good)                        |
| 3  | 12 de gener    | 1981       | "Koi wa Do!" (恋＝Do!)                                      |
| 4  | 1 d'abril      | 1981       | "Bugi Ugi I LOVE YOU" (ブギ浮ぎI LOVE YOU)                  |
| 5  | 1 de juliol    | 1981       | "Kimi ni Kettei!" (キミに決定!)                             |
| 6  | 2 de setembre  | 1981       | "Kanashimi 2 (TOO) Young" (悲しみ2(TOO)ヤング)              |
| 7  | 16 d'octubre   | 1981       | "Good Luck LOVE" (グッドラックLOVE)                         |
| 8  | 27 de gener    | 1982       | "Kimi ni Bara Bara... Toiu kanji" (君に薔薇薔薇…という感じ) |
| 9  | 8 de maig      | 1982       | "Harajuku Kiss" (原宿キッス)                                |
| 10 | 6 d'agost      | 1982       | "NINJIN Musume" (NINJIN娘)                                  |
| 11 | 15 d'octubre   | 1982       | "Yuuwaku sure sure" (誘惑スレスレ)                          |
| 12 | 18 de desembre | 1982       | "Love Shupuuru" (ラブ・シュプール)                          |
| 13 | 17 de febrer   | 1983       | "Pierrot" (ピエロ)                                          |
| 14 | 18 de maig     | 1983       | "Shower-na Kibun" (シャワーな気分)                          |
| 15 | 12 d'agost     | 1983       | "Saraba... Natsu" (さらば‥夏)                               |
| 16 | 18 de novembre | 1983       | "L·O·V·ai·N·G" (エル・オー・ヴイ・愛・N・G)                 |
| 17 | 3 de febrer    | 1984       | "Charleston ni wa mada hayai" (チャールストンにはまだ早い)  |
| 18 | 23 de maig     | 1984       | "Kishidô" (騎士道)                                          |
| 19 | 8 d'agost      | 1984       | "Kao ni kaita romance" (顔に書いた恋愛小説(ロマンス))       |
| 20 | 14 de novembre | 1984       | "Last Scene wa ude no naka de" (ラストシーンは腕の中で)     |
| 21 | 1 de febrer    | 1985       | "Ginga no shinwa" (銀河の神話)                              |
| 22 | 16 de maig     | 1985       | "Ochinaide Madonna" (堕ちないでマドンナ)                    |
| 23 | 21 de juliol   | 1985       | "Natsuzakari honojigumi" (夏ざかりほの字組)                 |
| 24 | 14 d'agost     | 1985       | "Kaneinarukake" (華麗なる賭け)                              |
| 25 | 28 de novembre | 1985       | "It's BAD"                                                  |
| 26 | 5 de març      | 1986       | "Hard ni yasashiku" (Hardにやさしく)                        |
| 27 | 19 de juny     | 1986       | "Belle Epoch ni yoroshiku" (ベルエポックによろしく)         |
| 28 | 21 de setembre | 1986       | "Ah!" (あッ)                                                |
| 29 | 21 de gener    | 1987       | "KID"                                                       |
| 30 | 21 de juny     | 1987       | ""Sayonara" kara Hajimeyô" (“さようなら”からはじめよう)     |
| 31 | 11 de setembre | 1987       | "Dô suru?" (どうする?)                                      |
| 32 | 21 de gener    | 1988       | "Yume de aimashô" (夢であいましょう)                        |
| 33 | 21 d'abril     | 1988       | "Dakishimete TONIGHT" (抱きしめてTONIGHT)                   |
| 34 | 17 d'agost     | 1988       | "Kakkotsukanaine" (かっこつかないね)                        |
| 35 | 11 de gener    | 1989       | "Aishisugite" (愛しすぎて)                                  |
| 36 | 19 d'abril     | 1989       | "Gomenyo namida" (ごめんよ涙)                               |
| 37 | 26 de setembre | 1989       | "Hitoribocchi ni shinai kara" (ひとりぼっちにしないから)    |
| 38 | 21 de març     | 1990       | "JungleJungle" (ジャングルJungle)                           |
| 39 | 28 de novembre | 1990       | "NUDE"                                                      |
| 40 | 2 de maig      | 1991       | "Natsu imsara hitomebore" (夏いまさら一目惚れ)              |
| 41 | 17 d'abril     | 1992       | "Omoide ni makenai" (思い出に負けない)                      |
| 42 | 5 d'agost      | 1992       | "Ame ga sakenderu" (雨が叫んでる)                           |
| 43 | 7 de juliol    | 1993       | "Dancing Beast" (ダンシング・ビースト)                      |
| 44 | 3 de novembre  | 1993       | "KISS de onna wa bara ni naru" (KISSで女は薔薇になる)       |
| 45 | 2 de novembre  | 1994       | "Yuki no nai Cristhmas" (雪のないクリスマス)                |
| 46 | 19 d'agost     | 1995       | "Tamashii wo ai ga shihaisuru" (魂を愛が支配する)           |
| 47 | 21 de febrer   | 1996       | "Mayonaka no one call" (真夜中のワンコール)                 |
| 48 | 21 de juny     | 1996       | "DA·DI·DA"                                                  |
| 49 | 18 de gener    | 1997       | "A NIGHT TO REMEMBER"                                       |
| 50 | 21 de novembre | 1997       | "EASY... LOVE ME..."                                        |
| 51 | 24 de juny     | 1998       | "Kimi ni ochi de yuku" (キミニオチテユク)                   |
| 52 | 23 de juliol   | 1999       | "Namida ni sayonara shinaika" (涙にさよならしないか)        |
| 53 | 1 d'agost      | 2001       | "Dakishimete ii desuka" (抱きしめていいですか)              |
| 54 | 31 de juliol   | 2002       | "DA-YO"                                                     |
| 55 | 7 de juliol    | 2004       | "Dangan Love" (DANGAN LOVE-弾丸愛-)                         |
| 56 | 21 d'octubre   | 2004       | "Koisuredo shanana" (恋すれどシャナナ)                      |
| 57 | 3 d'agost      | 2005       | "Negai wo hoshi no yoru he..." (願いを星の夜へ‥‥)           |
| 58 | 5 de juliol    | 2006       | "Jirashite kajitsu" (ジラシテ果実)                          |
| 59 | 17 de juny     | 2009       | "Cordially"                                                 |
| 60 | 7 de maig      | 2010       | "Cinderella" (シンデレラ)                                   |
| 61 | 17 de novembre | 2010       | "Rainy X'mas Day"                                           |
| 62 | 20 d'abril     | 2011       | "Sayonara loneliness" (さよならloneliness)                  |
| 63 | 3 d'agost      | 2011       | "BLUE (feat.LUV)"                                           |
| 64 | 16 de novembre | 2011       | "Himawari/Hoshi no youni" (ヒマワリ/星のように)             |
| 65 | 20 de juny     | 2012       | "Mr. BIG"                                                   |
| 66 | 25 de juny     | 2014       | "LOVE&DREAM feat.SKY-HI/Bonita"                             |
| 67 | 17 de juny     | 2015       | "BACK TO THE 90's"                                          |
| 68 | 11 de novembre | 2015       | "TRUE LOVE -Yakusoku no Uta-" (TRUE LOVE〜約束の歌〜)       |
| 69 | 22 de juny     | 2016       | "Tokimeki ni uso wo tsuku" (ときめきに嘘をつく)             |
| 70 | 21 de juny     | 2017       | "Feminist" (フェミニスト)                                   |
| 71 | 20 de juny     | 2018       | "Escort to my world"                                        |
| 72 | 26 de juny     | 2019       | "Suki ni natteshimai sôdayo" (好きになってしまいそうだよ)   |

## Filmografia

### Pel·lícules
| Any  | Pel·lícula                                                    | Paper                                             | Productora |
| ---- | ------------------------------------------------------------- | ------------------------------------------------- | ---------- |
| 1979 | "Waga seishuun no eleven" (わが青春のイレブン)                | Figurant                                          | Toei       |
| 1981 | Sneaker Blues (青春グラフィティ スニーカーぶる〜す)           | Toshio Takagi                                     | Tōhō       |
| 1981 | Blue Jeans Memory (ブルージーンズメモリー)                    | Toshiyuki Tagawa                                  | Tōhō       |
| 1981 | Good Luck Love (グッドラックLOVE)                             | Protagonista Ryōji Nakamura                       | Tōhō       |
| 1982 | Highteen Boogie (ハイティーン・ブギ)                          | Shigeru Narumi                                    | Tōhō       |
| 1982 | Wien Monogatari Gemini Y & S (ウィーン物語 ジェミニ・YとS)    | Protagonista Shunichi Wakakusa Johanes Rottenberg | Tōhō       |
| 1983 | L'home de la tempesta (嵐を呼ぶ男)                            | Naoto Sakurai                                     | Tōhō       |
| 1983 | "Love Forever"                                                | Protagonista                                      | Tōhō       |
| 1983 | L·O·V·ai·N·G (エル・オー・ヴィ・愛・N・G)                     | Protagonista Kyō Tachibana                        | Tōhō       |
| 1987 | MacArthur's Children II (瀬戸内少年野球団・青春篇 最後の楽園) | Protagonista Sosuke Ishi                          | Shochiku   |
| 1992 | Kachō Kōsaku Shima (課長島耕作)                               | Protagonista Kōsaku Shima                         | Tōhō       |
| 1997 | Hissatsu Shimatsu Nin (必殺始末人)                            | Protagonista Tadashirō Yamamura                   | Shochiku   |

### Dorama
| Any                           | Sèrie | Paper                           | Cadena   |
| ----------------------------- | --- | ------------------------------- | -------- |
| 1979-1980 1982 1984 1985      | Kinpachi-sensei (3年B組金八先生)                                                                          | Seiji Sawamura                  | TBS      |
| 1980-1981                     | Kokoro (心)                                                                                               | Keiichi Miyadera                | TBS      |
| 1980-1981                     | Tadaima hôkago (ただいま放課後)                                                                           | Takeshi Kitagawa                | FTV      |
| 1981                          | Sorekarano Masashi (それからの武蔵)                                                                       | Secundàri                       | TV Tokyo |
| 1981 1982 1985 1986           | Toshiba Nichiyô Gekijô (東芝日曜劇場) Diversos papers en telefilms                                        | Protagonista Secundari          | TBS      |
| 1982                          | Sayonara sankaku mata kite shikaku (さよなら三角またきて四角)                                             | Yôichi Kuroiwa                  | TBS      |
| 1983                          | Kangofu Nikki Part I (看護婦日記 パートI)                                                                 | Keiichi Inaka                   | TBS      |
| 1984                          | Kobushi no hana (こぶしの花)                                                                              | Protagonista                    | NTV      |
| 1984                          | Moete chiru honō no kenshi Okita Sōji (燃えて散る炎の剣士 沖田総司)                                       | Protagonista Okita Sōji         | NTV      |
| 1984                          | Suntory Mistery Roman: Unmei Kōkyōkyoku Satsujin Jiken (サントリーミステリーロマン「運命交響曲殺人事件」) | Secundari                       | TV Asahi |
| 1984                          | Seiya ni ai ga shinda (聖夜に愛が死んだ) dins de Kayô Suspense Gekijô (火曜サスペンス劇場)                | Secundari                       | NTV      |
| 1985                          | Rock Singer wa yami ni shizumu (ロックシンガーは闇に沈む)                                                 | Protagonista                    | NHK      |
| 1986                          | Harahara Setsugetsuka (はらはらと雪月花)                                                                  | Secundari                       | TBS      |
| 1987                          | Morishige Hisaya no Shich nin no mago (森繁久彌の七人の孫)                                                | Secundari                       | TBS      |
| 1987                          | SF-shi no fushigina trip (SF氏の不思議なトリップ)                                                         | Protagonista                    | TBS      |
| 1987 1988 1989 1999 2000 2001 | Binbin series (びんびんシリーズ)                                                                          | Protagonista Ryūnosuke Tokugawa | FTV      |
| 1988                          | Kinta Jûban Shôbu (金太十番勝負!)                                                                         | Protagonista Kinta Higashi      | FTV      |
| 1989                          | Barba-roja (赤ひげ)                                                                                       | Protagonista                    | TBS      |
| 1989                          | Bokutachi no jidai (俺たちの時代)                                                                         | Protagonista Tatsuo Shibata     | TBS      |
| 1990                          | Nipponichi no kattobi otoko (日本一のカッ飛び男)                                                          | Protagonista Kento Kurata       | FTV      |
| 1991                          | Matsumoto Seichô sakka katsudô 40 nenkinen SP · Chô komi (松本清張作家活動40年記念SP・張込み)             | Protagonista Detectiu Yuzuki    | FTV      |
| 1991                          | Jinan Jijo Hitorikko Monogatari (次男次女ひとりっ子物語)                                                  | Protagonista Shōhei Sakurai     | TBS      |
| 1992                          | Tôbôsha (逃亡者)                                                                                          | Protagonista Eiji Kayama        | FTV      |
| 1993                          | Kazoku no shokutaku '93 (家族の食卓'93)                                                                   | Protagonista                    | FTV      |
| 1993                          | Aishiteruyo! (愛してるよ!)                                                                                | Protagonista Shinsuke Date      | TV Asahi |
| 1993                          | Ascensor per al cadalse (秋の特選ミステリー「死刑台のエレベーター」)                                      | Protagonista                    | FTV      |
| 1994                          | Kaidan KWAIDAN III (Botan Dōrō) (怪談 KWAIDANIII「牡丹燈篭」)                                             | Protagonista                    | FTV      |
| 1994                          | Hanjuku tamago (半熟卵)                                                                                   | Haruo Koyanagi                  | FTV      |
| 1995                          | Yo ni mo Myôna Monogatari Fuyu no tokubetsu hen (世にも奇妙な物語 冬の特別編)                             | Protagonista Takano             | FTV      |
| 1995                          | Surônin Hanayama daikichi (素浪人 花山大吉)                                                               | Secundari                       | TV Asahi |